# 魅影小隊
《魅影小隊》又稱《幽靈特遣隊》（英語：Ghost Squad）是世嘉於2004年11月19日在街機推出的射擊遊戲，後於2007年10月25日在日本移植於家用電子遊戲機的Wii上。

## 游戏概要
为了应对恐怖主义频发和地区冲突，联合国秘密设立了一个具有法外权力的反恐司令部，名为“MOP”。另外，MOP控制下的还有GHOST小队（全球人道主义行动和特种战术小队），该小队由从世界各地军队中选拔的优秀成员组成，拥有一支工作组。“GHOST”是一个在世界和平幕后冒着生命危险，迅速应对正规军无法介入的各种情况，并且行动不留痕迹的神秘精英团体。
游戏主题是“特种部队”，主角是联合国组织管理的绝密精英特种部队的成员，肩负完成各种任务的使命。在执行任务途中主要会遇到“解救人质”、“拆弹”、“肉搏”、“狙击”、“潜行”等“特殊行动”。游戏中主要武器采用冲锋枪类型（类似于自动步枪）。
玩家在游戏中扮演隶属于救援队“GHOST3”的精英成员，与国际恐怖组织“Blue Wolf”展开殊死搏斗。游戏中1P为蓝，2P为红。

## 游戏剧情
游戏共分为3关以及16个难度。“GHOST3”共有6名成员，分为Alpha、Bravo以及Charlie三支两人分队，在三组关卡场景中肃清敌军、完成任务并且击毙最终头目。三支分队在游戏过程中负责不同的分支路线，在低难度模式中玩家主要扮演的是Alpha分队。如果玩家选择越高的难度，游戏过程就能得到更多分支路径选项，来回切换扮演Alpha、Bravo以及Charlie小队通关不同的路线。

### 游戏任务
任务1：“大别墅救援行动”
A国总统和三个发达国家的领导人在度假胜地大别墅举行绝密会议的时候，遭到了恐怖组织“Blue Wolf”的攻击，整个别墅区遭到恐怖分子控制，一众政要被“Blue Wolf”劫持为人质。“GHOST3”需要依次攻下大堂区、餐厅区以及住宿区，最终击落头目的飞机。
任务2：“空军一号”
A国总统在欧洲开会完毕，乘坐“空军一号”回国途中，被国际恐怖组织“Blue Wolf”劫持。“GHOST3”需要夺回对飞机的控制，营救人质和特勤人员，肃清驾驶舱、乘客舱，并在货运仓营救被头目劫持的总统。
任务 3：“从丛林中夺回”
国际恐怖组织“Blue Wolf”绑架了A国主要军工ITS武器开发部门负责人，并隐匿在一处郊外丛林中，意图获得世界尖端武器。“GHOST3”需要在丛林歼灭敌军，并带着人质成功逃离。

### 关卡头目
头目1：亚历克斯·哈沃克
国际通缉犯。一个中年胖子，左眼上戴着一个独特的眼罩。他率领大批部下，占领了郊外的度假胜地，并劫持了A国总统及多名外国政要和度假村员工。在“GHOST3”的追赶下，试图乘坐AH-64阿帕奇攻击直升机逃跑。
头目2：拉卡德·西蒙
一名棕色头发和胡须的男子，穿着紫色短袖衬衫和灰色防弹背心。他指挥部下冒充总统特勤人员，同时潜入货舱劫持了总统专机，并在货仓中准备了一架二人座的小型穿梭机，以便随时逃脱，同时把总统从专机上劫走。
头目3：野狗
无人知晓真面目的人。“Blue Wolf”劫持了ITS负责人并抢夺了大量先进装备，因此野狗全身穿着的厚重防弹装甲，手持飞弹发射器和高强度盾牌在快艇上与“GHOST3”交火。

## 评价
《魅影小隊》Wii版在Metacritic的汇总得分为69。IGN为游戏打了7.5分，并评论道“街机版《魅影小隊》中带给乐趣的大部分内容仍被保留，还有一点需要非常强调的就是武器管理与中等水平的任务”。

## 外部連結
- 官方网站（英文）